# 아키모토 마나츠
아키모토 마나츠(일본어: 秋元 真夏 あきもと まなつ[*], 1993년 8월 20일 ~)는 일본의 아이돌. 노기자카46의 멤버이다(2대 캡틴). 사이타마현 출신.